# خفاش مقبره‌ای شکم‌برهنه
خفاش مقبره‌ای شکم‌برهنه (نام علمی: Taphozous nudiventris)، گونه‌ای خفاش از تیره Emballonuridae با جثه بزرگ است. این پستاندار در مناطق محدودی از کشورهای الجزایر، بورکینافاسو، جمهوری دموکراتیک کنگو، بخش‌های مرکزی آفریقا، عراق، ایران، پاکستان و هند زندگی می‌کند.
طول سر و تنه این خفاش ۸۰ تا ۹۰ میلی‌متر است و دمش ۲۸ تا ۴۰ میلی‌متر اندازه دارد. این خفاش پس از خفاش میوه‌خوار بزرگترین گونه خفاش ساکن ایران به شمار می‌رود.